# Barnstedt-Melbecker Bach (Naturschutzgebiet)
Der Barnstedt-Melbecker Bach ist Naturschutzgebiet in den niedersächsischen Gemeinden Betzendorf, Barnstedt und Melbeck im Landkreis Lüneburg und Bienenbüttel im Landkreis Uelzen.

## Allgemeines
Das Naturschutzgebiet mit dem Kennzeichen NSG LÜ 280 ist circa 310 Hektar groß. Davon entfallen rund 307 Hektar auf den Landkreis Lüneburg und rund 3 Hektar auf den Landkreis Uelzen. Der größte Teil des Naturschutzgebiets ist Bestandteil des FFH-Gebietes „Ilmenau mit Nebenbächen“. Im Osten grenzt es an das Naturschutzgebiet „Lüneburger Ilmenauniederung mit Tiergarten“. Das Gebiet steht seit dem 13. Dezember 2007 unter Naturschutz. Zuständige untere Naturschutzbehörden sind die Landkreise Lüneburg und Uelzen.

## Beschreibung
Das Naturschutzgebiet liegt südlich von Lüneburg und westlich von Bienenbüttel. Es erstreckt sich über Teile des Gebietes der Gemeinden Barnstedt und Melbeck in der Samtgemeinde Ilmenau sowie der Gemeinde Betzendorf in der Samtgemeinde Amelinghausen im Landkreis Lüneburg und in der Gemeinde Bienenbüttel im Landkreis Uelzen.
Das Naturschutzgebiet umfasst den Barnstedt-Melbecker Bach von dessen Quellbereich südöstlich von Betzendorf bis kurz vor die Mündung in die Ilmenau, wo sich das Naturschutzgebiet „Lüneburger Ilmenauniederung mit Tiergarten“ anschließt, sowie Abschnitte der beiden in den Barnstedt-Melbecker Bach mündenden Bäche Glindenbach und Billerbeck nebst ihren Niederungen und angrenzenden Talrandbereichen.
Das Schutzgebiet wird von den naturnahen Bachläufen mit geröllreicher Gewässersohle im Oberlauf und sandigem bis kiesigem Bett im Mittel- und Unterlauf geprägt. Die überwiegend beschatteten Bachläufe werden von Feuchtwäldern, insbesondere Auen- und Bruchwäldern, begleitet. Daneben finden sich Riede, Röhrichte und Hochstaudenfluren. An den Talrändern sind Eichen- und Buchenmischwälder vorherrschend. Teile des Schutzgebietes werden als Grünland, aber auch ackerbaulich genutzt.
Im Schutzgebiet kommen u. a. Fischotter, Bachneunauge, Groppe, Bachmuschel und Kammmolch vor.
Das Naturschutzgebiet wird an mehreren Stellen von öffentlichen Straßen gequert, darunter die Bundesstraße 4 und die Landesstraße 233 in Melbeck sowie die Kreisstraße 33 zwischen Melbeck und Barnstedt. In Melbeck ist das Schutzgebiet streckenweise auf den Bachlauf beschränkt. Die Uferbereiche sind bebaut. Südöstlich von Embsen durchquert ferner die Bahnstrecke Lüneburg–Soltau den Rand des Schutzgebietes.